# Youri Tielemans
Youri Marion A. Tielemans (ur. 7 maja 1997 w Sint-Pieters-Leeuw) – belgijski piłkarz kongijskiego pochodzenia, występujący na pozycji pomocnika w angielskim klubie Aston Villa oraz w reprezentacji Belgii. Brązowy medalista Mistrzostw Świata 2018. Uczestnik Mistrzostw Świata 2022 oraz Mistrzostw Europy 2020.

## Kariera klubowa

### Anderlecht
Youri Tielemans urodził w Sint-Pieters-Leeuw, na obrzeżach Regionu Stołecznego Brukseli. Od najmłodszych lat związany był z Anderlechtem. W 2013 roku, w wieku 16 lat, podpisał swój pierwszy profesjonalny kontrakt z tym klubem. 21 lipca 2013 po raz pierwszy znalazł się w kadrze pierwszego zespołu, pozostając na ławce rezerwowych podczas wygranego 1:0 meczu Superpucharu Belgii z KRC Genk. W pierwszej drużynie zadebiutował tydzień później, 28 lipca 2013, w przegranym 2:3, domowym meczu I kolejki Eerste klasse z Lokeren, zastępując w 24' minucie meczu, kontuzjowanego Sachę Kljestana. Został wówczas czwartym najmłodszym zawodnikiem jaki kiedykolwiek wystąpił w Eerste klasse.
2 października 2013 w meczu z Olympiakosem (0:3), zadebiutował w Lidze Mistrzów i stał się najmłodszym belgijskim piłkarzem w historii, który wystąpił w tych rozgrywkach. Tielemans miał wtedy 16 lat i 148 dni. 6 kwietnia 2014, podczas wygranego 3:0, meczu Eerste klasse, z Club Brugge, strzelił swoją debiutancką bramkę dla Anderlechtu. W sezonie 2013/14 zagrał w 29 ligowych meczach, z czego w 21 w podstawowym składzie, strzelił 1 bramkę, zanotował 6 asysty i zdobył z Anderlechtem mistrzostwo Belgii. W dwóch pierwszych sezonach zdobywał także nagrodę najlepszego młodego piłkarza w Belgii. W sezonie 2016/17 po raz drugi zdobył z Anderlechtem mistrzostwo Belgii. Łącznie w barwach Anderlechtu, Tielemans, rozegrał 185 spotkań, w których strzelił 35 goli i zanotował 31 asyst.

### Monaco
24 maja 2017 podpisał pięcioletni kontrakt z AS Monaco. Kwota transferu wyniosła klub z Księstwa, 25 mln euro.

## Kariera reprezentacyjna
W reprezentacji Belgii zadebiutował 9 listopada 2016 w zremisowanym 1:1 meczu z Holandią.

## Życie prywatne
Jego matka jest Kongijką, a ojciec ma flamanadzkie pochodzenie.